# Puchar Świata w narciarstwie alpejskim kobiet 1974/1975
Puchar Świata w narciarstwie alpejskim kobiet sezon 1974/1975 to 9 edycja tej imprezy. Cykl ten rozpoczął się we francuskim Val d’Isère 4 grudnia 1974 roku, a zakończył 24 marca 1975 roku we włoskiej miejscowości Val Gardena. W tym sezonie Pucharu Świata po raz pierwszy rozgrywano zawody w kombinacji, jednak nie prowadzono ich klasyfikacji oraz nie przyznano małej kryształowej kuli. Punkty zdobyte w kombinacji liczyły się bezpośrednio do punktacji PŚ.

## Podium zawodów

### indywidualnie
| Lp  | Data             | Miejsce           | Konkurencja       | Zwyciężczyni          | 2. miejsce            | 3. miejsce            |
| 1.  | 4 grudnia 1974   | Val d’Isère       | zjazd             | Wiltrud Drexel        | Bernadette Zurbriggen | Danièle Debernard     |
| 2.  | 7 grudnia 1974   | Val d’Isère       | gigant            | Annemarie Moser-Pröll | Monika Kaserer        | Fabienne Serrat       |
| 3.  | 12 grudnia 1974  | Cortina d’Ampezzo | zjazd             | Annemarie Moser-Pröll | Cindy Nelson          | Wiltrud Drexel        |
| 4.  | 12 grudnia 1974  | Cortina d’Ampezzo | slalom            | Rosi Mittermaier      | Fabienne Serrat       | Christa Zechmeister   |
| 5.  | 21 grudnia 1974  | Saalbach          | zjazd             | Cindy Nelson          | Marie-Theres Nadig    | Rosi Mittermaier      |
| 6.  | 4 stycznia 1975  | Ga-Pa             | slalom            | Lise-Marie Morerod    | Christa Zechmeister   | Torill Fjeldstad      |
| 7.  | 9 stycznia 1975  | Grindelwald       | gigant            | Annemarie Moser-Pröll | Hanni Wenzel          | Rosi Mittermaier      |
| 8.  | 10 stycznia 1975 | Grindelwald       | zjazd             | Annemarie Moser-Pröll | Rosi Mittermaier      | Marie-Theres Nadig    |
| 9.  | 10 stycznia 1975 | Grindelwald       | kombinacja        | Annemarie Moser-Pröll | Rosi Mittermaier      | Hanni Wenzel          |
| 10. | 11 stycznia 1975 | Grindelwald       | gigant            | Annemarie Moser-Pröll | Fabienne Serrat       | Hanni Wenzel          |
| 11. | 15 stycznia 1975 | Schruns           | zjazd             | Bernadette Zurbriggen | Ingrid Gfölner        | Marie-Theres Nadig    |
| 12. | 15 stycznia 1975 | Schruns           | kombinacja        | Annemarie Moser-Pröll | Hanni Wenzel          | Wiltrud Drexel        |
| 13. | 16 stycznia 1975 | Schruns           | slalom            | Christa Zechmeister   | Annemarie Moser-Pröll | Hanni Wenzel          |
| 14. | 19 stycznia 1975 | Sarajewo          | gigant            | Annemarie Moser-Pröll | Lise-Marie Morerod    | Rosi Mittermaier      |
| 15. | 24 stycznia 1975 | Innsbruck         | zjazd             | Marie-Theres Nadig    | Annemarie Moser-Pröll | Jacqueline Rouvier    |
| 16. | 29 stycznia 1975 | St. Gervais       | slalom            | Lise-Marie Morerod    | Hanni Wenzel          | Rosi Mittermaier      |
| 17. | 31 stycznia 1975 | Chamonix          | zjazd             | Bernadette Zurbriggen | Annemarie Moser-Pröll | Marie-Theres Nadig    |
| 18. | 31 stycznia 1975 | Chamonix          | kombinacja        | Annemarie Moser-Pröll | Hanni Wenzel          | Rosi Mittermaier      |
| 19. | 21 lutego 1975   | Naeba             | slalom            | Hanni Wenzel          | Lise-Marie Morerod    | Christa Zechmeister   |
| 20. | 23 lutego 1975   | Naeba             | gigant            | Annemarie Moser-Pröll | Monika Kaserer        | Christina Tisot       |
| 21. | 1 marca 1975     | Garibaldi         | gigant            | Cindy Nelson          | Fabienne Serrat       | Kathy Kreiner         |
| 22. | 11 marca 1975    | Jackson Hole      | zjazd             | Marie-Theres Nadig    | Bernadette Zurbriggen | Annemarie Moser-Pröll |
| 23. | 13 marca 1975    | Sun Valley        | gigant            | Lise-Marie Morerod    | Monika Kaserer        | Fabienne Serrat       |
| 24. | 14 marca 1975    | Sun Valley        | slalom            | Hanni Wenzel          | Annemarie Moser-Pröll | Christa Zechmeister   |
| 25. | 20 marca 1975    | Val Gardena       | slalom            | Lise-Marie Morerod    | Annemarie Moser-Pröll | Monika Kaserer        |
| 26. | 22 marca 1975    | Val Gardena       | slalom równoległy | Monika Kaserer        | Claudia Giordani      | Fabienne Serrat       |

## Końcowa klasyfikacja generalna
| Miejsce | Zawodniczka           | Punkty |
| ------- | --------------------- | ------ |
| 1.      | Annemarie Moser-Pröll | 305    |
| 2.      | Hanni Wenzel          | 199    |
| 3.      | Rosi Mittermaier      | 166    |
| 4.      | Marie-Theres Nadig    | 154    |
| 5.      | Fabienne Serrat       | 153    |
| 5.      | Bernadette Zurbriggen | 153    |
| 7.      | Lise-Marie Morerod    | 141    |
| 8.      | Cindy Nelson          | 138    |
| 9.      | Monika Kaserer        | 136    |
| 10.     | Christa Zechmeister   | 127    |

### Zjazd (po 8 z 8 konkurencji)
| Miejsce | Zawodniczka           | Punkty |
| ------- | --------------------- | ------ |
| 1.      | Annemarie Moser-Pröll | 109    |
| 2.      | Bernadette Zurbriggen | 101    |
| 3.      | Marie-Theres Nadig    | 100    |
| 4.      | Cindy Nelson          | 109    |
| 5.      | Wiltrud Drexel        | 58     |

### Slalom gigant (po 7 z 7 konkurencji)
| Miejsce | Zawodniczka           | Punkty |
| ------- | --------------------- | ------ |
| 1.      | Annemarie Moser-Pröll | 125    |
| 2.      | Fabienne Serrat       | 81     |
| 3.      | Monika Kaserer        | 74     |
| 4.      | Lise-Marie Morerod    | 53     |
| 5.      | Hanni Wenzel          | 42     |

### Slalom (po 8 z 8 konkurencji)
| Miejsce | Zawodniczka           | Punkty |
| ------- | --------------------- | ------ |
| 1.      | Lise-Marie Morerod    | 95     |
| 2.      | Hanni Wenzel          | 91     |
| 3.      | Christa Zechmeister   | 90     |
| 4.      | Annemarie Moser-Pröll | 79     |
| 5.      | Fabienne Serrat       | 63     |

### Drużynowo
| Miejsce | Kraj          | Punkty |
| ------- | ------------- | ------ |
| 1.      | Austria       | 658    |
| 2.      | Szwajcaria    | 448    |
| 3.      | RFN           | 402    |
| 4.      | Francja       | 282    |
| 5.      | Liechtenstein | 199    |